# Gerda Cederblom
Gerda Cederblom, född 14 april 1867 i Malmö, död 18 februari 1931 i Engelbrekts församling i Stockholm, var en svensk etnolog och museitjänsteman.

## Biografi
Efter studietiden blev Cederblom 1894 assistent vid Riksmuseets etnografiska avdelning och 1900 amanuens vid Nordiska museet. Hennes huvudinriktning var svensk etnologi och hon deltog i herrgårdsundersökningarna, främst i Uppland. Hon fick 1914 ansvaret för museets samlingar av svenska folkdräkter. Hon var en aktiv folkbildare och höll populärvetenskapliga föreläsningar.
Gerda Cederblom var dotter till professor Johan Erik Cederblom och Augusta Oterdahl och hon hade en yngre syster Elin. De är alla gravsatta vid Norra krematoriet på Norra begravningsplatsen utanför Stockholm.